# Ambush marketing
Ambush můžeme přeložit jako útok nebo přepad ze zálohy, číhání v úkrytu nebo lépe jako léčka, příživnický. Ambush marketing tak můžeme v českém překladu označit jako parazitující marketing. Nejčastěji se vyskytuje tam, kde se podnikající subjekt pomocí reklamy snaží využít nejrůznější akce, aniž by byl jejich oficiální sponzor. Typicky se s takovým jednáním setkáváme u velkých sportovních akcí. Protože ambush marketing parazituje na aktivitách konkurence, řadíme ho mezi ofenzivní a agresivní formy marketingu.
„Oficiální sponzoři si zaplatili práva na reklamu, kterou tímto oficiálně získali, zatímco ten, kdo uplatňuje ambush marketing toto neudělal a mohl by být označován jako příživník. Zpravidla na velkých akcích jako fotbalová mistrovství světa nebo mistrovství Evropy, ale především na olympijských hrách je zájem některých firem z těchto akcí těžit enormní. Oficiální sponzoři, kteří svoje postavení neumí optimálně využít, jsou tímto ve stupni známosti a propojení se sponzorovanou událostí rychle předehnáni důvěryhodnými reklamními nesponzory.“
Ambush marketing se tak stává cenově výhodnou alternativou klasického sponzoringu. Ambush marketing je považován za typ guerillového marketingu.

## Historie
Termín ambush marketing poprvé použil marketingový stratég Jerry C. Welsh v 80. letech 20. století. Welsh pojem použil k popsání situace, kdy se společnost snažila využít ve svůj prospěch vlnu popularity vzniklou prostřednictvím významné akce, kterou sama nesponzorovala. Již tehdy si Welsh všiml, že firmy využívají možnost vzbudit zájem spotřebitelů o danou značku a snaží se odlákat zákazníky oficiálnímu sponzoru akce.

## Přímý ambush marketing
Přímý ambush marketing zahrnuje případy, kdy se firmy nebo jiné podnikatelské subjekty, respektive konkrétní značky snaží záměrně spojit se s akcí nebo událostí a přitom neprávem využívají majetek či práva, která si nezakoupili prostřednictvím sponzorské licence. Jedná se nejčastěji o loga, symboly akce, slogany, které se vztahují k události samotné nebo jiné obrazové či filmové materiály vytvořené přímo pro sportovní či jinou událost. Konkrétně zde řadíme případy předstíraného sponzorství nebo nejrůznější formy útoků na oficiální sponzory se snahou zviditelnit svou značku prostřednictvím publicity akce v médiích.
Formy přímého ambush marketingu
- Coattail ambushing – pokus značky o přímé spojování s určitou vlastností nebo událostí jiným způsobem, než oficiálním sponzorováním vlastnosti nebo události. Příkladem může být situace, kdy společnost na sportovní oblečení sponzoruje určitého atleta, který se účastní akce, která však není sponzorována touto značkou.

- Predatory ambushing – záměrné falešné nároky na oficiální sponzorství prováděné firmami, jež nesponzorují událost, nebo úmyslné odmítnutí podílet se na oficiálním sponzorování. Vždy jde „nesponzorovi“ o záměrné matení spotřebitele s cílem získat publicitu na trhu na úkor oficiálních sponzorů. Jedná se o zmatení spotřebitelů, kdo je vlastně oficiální sponzor.

- Property infringement – úmyslné neoprávněné užívání chráněného duševního vlastnictví. Takové vlastnictví může být představováno logy týmů nebo událostí, použití nepovolených odkazů na události, propagace přes sportovce, slova a symboly.

- Self-ambushing – marketingové aktivity prováděné oficiálním sponzorem, avšak nad rámec aktivit odsouhlasených při dohodě o sponzorství. Může jít o rozdávání reklamních triček na události bez souhlasu organizátorů. Přitom tato marketingová aktivita mohla být již domluvena s jiným sponzorem. Dochází tedy k přeplnění tržního prostoru a poškození dalších oficiálních sponzorů.[3]

## Nepřímý ambush marketing
Jedná se o nezáměrné spojování značky s akcí, událostí nebo právy z této události a to prostřednictvím náznaků nebo nepřímých odkazů. Nepřímý ambush marketing využívá například osoby spojené s událostí (nejčastěji sportovce) pro vlastní reklamní kampaň. Druhým častým způsobem využívaným v nepřímém ambush marketingu je umisťování reklamního poselství, značky nebo jiných vlastních symbolů v geografické blízkosti dané události. Pro nepřímý ambush marketing je také charakteristické poskytovat služby publiku v okolí akce.
Formy nepřímého ambush marketingu
- Associative ambushing – použití metafor nebo termínů, které nepodléhají ochraně duševního vlastnictví, k vytvoření iluze, že má organizace vazby k události. Tato forma marketingu se liší od přímého coattail ambushing tím, že neexistuje žádné legitimní spojení s událostí, a od formy property infringement tím, že sponzorovaná událost nemá vlastnická práva na obrázky nebo slova, která vytvářejí iluzi.

- Distractive ambushing – zveřejnění propagační prezentace organizace přímo v místě konání události anebo v její blízkosti, aniž by výslovně odkazovala na konkrétní akci, obrazy nebo témata s akcí spojená. Jde o využití pozornosti široké veřejnosti směřující k určité události nebo akci. Tím se dostane organizace do povědomí veřejnosti.

- Paralel property ambushing – vytvoření nebo sponzorství události nebo vlastnosti, která nějakým způsobem souvisí s jinou událostí a soupeří s ní o pozornost veřejnosti. Jde o snahu odvrátit pozornost od hlavní události, která často proběhla již dříve. Příkladem může být událost organizovaná společností Nike po skončení Olympijských her v Pekingu. Nike zahájilo sedm dní po olympijských hrách jednodenní globální běžeckou akci pořádanou v velkoměstech po celém světě.

- Saturation ambushing – jde o posílení marketingových akcí v době nějaké události. Nejedná se o odkazování na události ani využívání určitých spojitostí s událostí. Cílem je pouze využít zvýšené pozornosti médií v okolí události.

- Unintentional ambushing – lze označit jako „neúmyslný“ ambushing. Jde o nesprávné označení sponzorů. Někdy jsou v médiích zmíněny vybavení a oblečení sportovců nebo poskytovatelé technických služeb. Potom může vyvstat domněnka, že se jedná o oficiálního sponzora celé akce.

- Values ambushing – nesponzorující organizace uzpůsobí své marketingové nástroje tak, aby zahrnovaly hodnoty, motivy, témata spojované s určitou událostí. Diváky bude lákat událost a zároveň tím budou přitahováni k nesponzorující organizací. Tuto praktiku využila společnost Puma na Mistrovství Evropy ve fotbale v červnu 2008. Oficiální marketing události podporoval jednotu a antirasismus a Puma ve své kampani použila spojení „červen 2008: společně kdekoliv“.[3]

## Ambush marketing v praxi

### Olympijské hry Barcelona 1992
Oficiálním sponzorem Olympiády v Barceloně byla Coca-Cola, ale někteří sportovci jako například basketbalista Earvin Magic Johnson byl sponzorován Pepsi-Colou a obě značky byly vzájemnými konkurenty. Pak nastávaly situace, kdy Dream Team USA v oficiálních záběrech prezentoval s reklamou hlavního sponzora, tedy Coca-Coly, zato v rozhovorech pro média byla reklama Pepsi-Coly. Oficiální sponzor zaplatil zajisté nemalé peníze za sponzorství olympiády, ale sponzor hráče zaplatil také.

### Olympijské hry Atlanta 1996
Hlavním sponzorem Olympiády v Atlantě byla společnost Reebok, ta také vlastnila veškerá práva spojená s propagací. Ovšem společnost NIKE podnikla jeden z nejznámějších kroků v ambush marketingu v historii. Skoupila veškeré billboardy a jiné reklamní plochy v blízkosti olympijského dějiště a umístila na ně svoje reklamní sdělení. Tato jejich NIKE vesnička vyrostla hlavně v blízkosti olympijské vesnice. Společnosti NIKE se tak podařilo přitáhnout pozornost návštěvníků a diváků olympiády k sobě a zastínit tak oficiálního sponzora.

### Olympijské hry Salt Lake City 2002 - Aleš Valenta
Sportovci jsou také častými nositeli sponzorských log a ta nemusí být zrovna v souladu s oficiálním sponzorem akce, na které sportovec aktuálně působí. Jedním takovým byl svého času také Aleš Valenta, akrobatický skokan na lyžích, vítěz Olympijských her v Salt Lake City. Ten v průběhu závodů nosil helmu v barvách, s logem a nápisem svého osobního sponzora, kterým byl Red Bull. Oficiálním sponzorem ovšem byla Coca-Cola, proto si musel český skokan na lyžích helmu přelepit neprůhlednou páskou.
O tom, nakolik se jednalo o záměrný ambush marketing můžeme jen spekulovat, ovšem pořadatelé reklamu na helmě českého akrobatického lyžaře objevili záhy, a proto existuje pouze málo fotografií nebo záběrů, kde je reklama viditelná.

### Olympijské hry Londýn 2012
Jako pokus předejít pokusům neautorizovaných sponzorů o využívání olympiády ve svůj prospěch vznikl před Olympiádou v Londýně 2012 seznam se zakázanými slovy. Ale i tak si ambush marketing svou cestu na Olympijské hry v Londýně našel.

#### Nike
„Koncept kampaně Nike je jednoduchý. Nemůžeme pracovat se špičkovými sportovci a nemůžeme použít zakázaná slova – například slovo „Londýn“. Jak to obejít? Tak, že použijeme amatérské sportovce a jiný Londýn, ne ten v Anglii.“ Kampaň se nazývala „Find Your Greatness“ a jejím poselstvím bylo, že výjimečný sportovec je v každém z nás, například v obyvatelích různých Londýnů po celém světě. Těžištěm kampaně bylo několik videí ukazující amatérské sportovce z celého světa. „Pro úplnost dodejme, že značka Nike bude samozřejmě přítomna na spoustě dresech a olympijských kolekcích. Pikantní také je, že se šušká o tom, že by Nike mohla nahradit Adidas na místě oficiálního olympijského sponzora.“

#### Beats
Populární značka sluchátek Beats, kterou spoluzaložil a úspěšně prodal rapper Dr. Dre na Olympiádě rozdávala svá sluchátka jako pozornost v olympijské vesničce. Cílem bylo rozdat je co největšímu počtu sportovců. Sluchátka, potažmo značka Beats se pak velmi často objevovala v médiích. Nejčastěji byla vidět při plaveckých závodech, kdy plavci s těmito sluchátky nastupovali ke startu.

### Wilkinson Sword
Firma Wilkinson Sword předvedla, jak upoutat pozornost na svou značku přímo v místě konání významné události, aniž by byl jejím oficiálním sponzorem. Aby společnost prodávající holicí strojky upoutala pozornost na svoje internetové stránky, najala muže, který byl ochotný nechat si oholit hlavu a tvář do tvaru tenisového míčku. Tento muž pak od Wilkinson dostal vstupenky na všechny důležité Grand Slamové zápasy Roland Garros. Na sobě nosil tričko s potiskem upozorňující právě na internetové stránky Wilkinson. Výsledkem bylo, že o něm informovala všechna hlavní belgická média a také mezinárodní televizní stanice jako Eurosport. Publicita, která se tak společnosti Wilkinson dostala, byla skutečně enormní.

### Lidl
Lidl předvedl ukázku ambush marketingu ve své letákové kampani. Sdělení kampaně bylo následující: utraťte u nás alespoň tři sta korun a pošlete nám číslo vaší účtenky s tímto nákupem a budete mít šanci vyhrát cenu. Slibovanou cenou byly lísky na hokej, ale na jaké zápasy, Lidl dopředu neprozradil. Jediné vodítko pro zákazníky bylo, že se jedná o zápasy Finsko-Dánsko, Česko-Německo, Česko-Dánsko, Lotyšsko-Finsko, Dánsko-Lotyšsko a Finsko-Česko. Vzhledem k tomu, že kampaň běžela v době Mistrovství světa v hokeji na Slovensku, dalo se snadno poznat, že cenou budou lístky právě na toto mistrovství. Ale do kampaně se vloudila chyba: Česko s Německem ve skupině vůbec nemělo hrát, Lidl tedy nabízel lístky na neexistující zápas. Propírání této chyby v médiích odhalilo, že se vlastně jednalo o ambush marketing v českém údajně nekvalitním pojetí. Pouze několik úzce zainteresovaných jedinců vědělo, že cílem ambush marketingu bylo vyvolat překvapení a dohady o zápasu Česko-Německo, díky čemuž se především značka Lidl dostala do médií a televizních zpráv dokonce v hlavním vysílacím čase.

## Regulace
Zabránit podnikům získávat výhody z organizování události bez toho, aby za to zaplatili, se snaží organizátoři prostřednictvím kladení požadavek o zavedení speciálních práv umožňujících udělení pokut těmto subjektům, kteří se neautorizovaným způsobem snaží přepojit svojí značku s touto událostí. Požadavky o zavedení potrestání jsou kladeny na krajiny nebo na města hostující danou událost. Taktéž organizátoři mohou vyžadovat vytvoření tzv. čistých zón v okolí dějiska akce, v kterých reklama a obchod je dovolený jenom těm, kteří mají od organizátorů povolení, a jsou nimi zvyčejně daní oficiální sponzoři akce. Rovněž může být vyžadované odstranění práv pojmenování dějiska akce po dobu trvání události, když je toto pojmenování spojené s neoficiálním sponzorem.

### Příklady regulací
Příkladem prvního obecného anti-ambush zákona byl zaveden v Jižní Africe v roce 2001 při přípravě na Světový pohár v kriketu roku 2003. Zákon stanovil schopnost určit konkrétní akce jako chráněné, v kterých bylo nelegální využití symbolů vizuálních či akustických a na propagačních akcích, které by jakýmkoli způsobem, ať již přímo nebo nepřímo naznačovali propojení nebo spolupráci s danou událostí.
Mezinárodní olympijský výbor vyžadoval od hostujících měst uzákonění opatření k omezení obchodu v okolí dějiska události, vedoucí k umístění oficiálních sponzorů, že jen oni mají propojení k veřejnému reklamnímu prostoru. Výbor vyžadoval redukce a sankce za parazitující marketing a také, aby bylo držané dějisko olympijských her v "čisté zóně" bez jakýchkoliv spojení s neoficiálním sponzorem. MOV dále vyžadoval, aby oficiálním sponzorům bylo dáno předkupní právo televizního vysílání olympijských her. Počas zimních olympijských her 2010, hokejové dějisko Rogers Arena bylo přejmenováno na „Canada Hockey Place“ na dobu trvání Olympiády. 
Před organizací letních olympijských her 2012 v Londýně, byl přijat zákon zabezpečující ochranu olympijskýh symbolů, který pro tyto Hry zakázal použití slov „2010“ a „Hry“ pro podniky, které nejsou oficiálními sponzory této události, a to jako jednotlivá slova i jako slovní spojení nebo se slovy souvisejícíma s událostí, jakými jsou „zlato“, „stříbro“, „bronz“, „medaile“, „léto“, „sponzor“ anebo „ Londýn“. 